# Luxemburgisches Institut für Normung, Zulassung, Sicherheit und Qualität von Produkten und Dienstleistungen
Das Luxemburgische Institut für Normung, Zulassung, Sicherheit und Qualität von Produkten und Dienstleistungen (frz. Institut Luxembourgeois de la Normalisation, de l’Accréditation, de la Sécurité et qualité des produits et services, ILNAS) ist eine am 20. Mai 2008 gegründete Luxemburger Behörde, die sich mit den Themen der Normung, Akkreditierung, Messwesen, Verbraucherschutz und Datensicherheit befasst. Die dem luxemburgischen Wirtschaftsministerium (Ministère de l'Économie) unterstellte Behörde deckt Bereiche ab, die in Deutschland und anderen Ländern durch verschiedene Behörden abgedeckt werden, beispielsweise das Deutsche Institut für Normung, privatrechtliche Organisationen, das Eichamt, das Bundesamt für Verbraucherschutz und Lebensmittelsicherheit, das Bundesamt für Sicherheit in der Informationstechnik und andere.
ILNAS ist der luxemburgische Vertreter bei der Internationalen Organisation für Normung.